# (4294) Horatius
(4294) Horatius es un asteroide que forma parte del cinturón de asteroides y fue descubierto por Ingrid van Houten-Groeneveld, Cornelis Johannes van Houten y Tom Gehrels el 24 de septiembre de 1960 desde el observatorio del Monte Palomar, Estados Unidos.

## Designación y nombre
Horatius recibió inicialmente la designación de 4016 P-L.
Posteriormente, en 1990, se nombró en honor del poeta romano Horacio (65-8 a. C.).

## Características orbitales
Horatius orbita a una distancia media del Sol de 2,801 ua, pudiendo alejarse hasta 2,869 ua y acercarse hasta 2,733 ua. Tiene una excentricidad de 0,02419 y una inclinación orbital de 4,872 grados. Emplea en completar una órbita alrededor del Sol 1712 días.

## Características físicas
La magnitud absoluta de Horatius es 12,8 y el periodo de rotación de 12,5 horas.